# 外位
外位（げい/がいい）とは、律令制における位階体系の1つ。中央の貴族・官人に与えられた内位に対して傍系と看做（）される。

## 日本の外位制
日本の外位制は、新羅の制度をまねて遅くとも天武天皇の時代には成立していた（『日本書紀』天武天皇2年閏6月庚寅（673年7月25日）条）が、この外位は八色の姓による貴族・豪族層の再編成によって一旦は姿を消す事となる。

### 律令制
大宝律令制定時において唐の視品制を参考とする形で復活する。日本では五位から初位までの5階にそれぞれ正従・上下が付され、合わせて20階で構成された（最上位は外正五位上、最下位は外少初位下となる）。
これらは主に地方豪族や農民などから郡司・軍毅・国博士・国医師などの地方の在庁官人に登用された者、及び蝦夷・隼人などの有功者を授与の対象とした。また、養老6年（722年）以後には辺境防衛や官寺造営のために私財を提供した者に対しても授けられるようになった。
内位と外位の最大の違いは、内位は主に古くからの有力豪族に由来する中央貴族に与えられ、三位以上の公卿に昇り顕官に就く事が出来るのは内位を与えられた彼らだけであった。一方、外位に叙せられた者は国衙において内位を与えられて地方に派遣された中央貴族出身の国司の元で使役され、外位に四位以上が無い事でも明らかなように決して内位を与えられた中央貴族に取って代わることは出来ないように位置づけられていたのである。
外位の性格に画期を与えたとされるのが、神亀5年3月28日（728年5月11日）の格である。これは中央の官人に対してその出自・門地・姓によって正六位上以後の昇進経路が分けられた上に、外位の五位の処遇が（同じ名称を持つ）内位の五位に対して位田・位禄は半分と規定されるなど、事実上”中央貴族に留まる層”とそこから”除外される層”に隔離するものとなった。すなわち正六位上から直ちに従五位下に昇進する者（現代の歴史学者はこれを「内階コース」と称する）、外従五位下に昇進する者（同じく「外階コース」と称する）、一族内部の立場などによって両方の可能性がある少数の例外（同じく「内・外両階コース」）に分けられるようになった。これによって内階コース及び内・外両階コースに留まれた姓氏は権力の中枢を構成していた少数に留まり、大半の者が外階コースとされて、中・下級官人として生涯を送る事が決定付けられたのである（稀に外五位を上りきって内位の従五位下に叙せられる例もあったが例外と考えてよい。）。これを「内・外階制」あるいは「内・外五位制」などと称する。
天平17年（745年）頃に、内・外階制の整理が行われた結果、所属する姓が真人・朝臣及び宿禰のうち有力門地（大伴氏・佐伯氏などが代表例）に内階コースを限定して、それ以外の宿禰及びそれ以外の姓は外階コースという原則が立てられた。
平安時代中期以後、外階コースを歩む中・下官人層が事実上消滅し、外位が与えられる例は稀となるが、形式的には室町時代頃までは「外位」の概念は残されていたと考えられている。